# Kollegal
Kollegal (o Kollegalam, Collegal) è una città dell'India di 52.450 abitanti, situata nel distretto di Chamarajanagar, nello stato federato del Karnataka. In base al numero di abitanti la città rientra nella classe II (da 50.000 a 99.999 persone).

## Geografia fisica
La città è situata a 12° 9' 0 N e 77° 7' 0 E e ha un'altitudine di 587 m s.l.m..

## Società

### Evoluzione demografica
Al censimento del 2001 la popolazione di Kollegal assommava a 52.450 persone, delle quali 26.731 maschi e 25.719 femmine. I bambini di età inferiore o uguale ai sei anni assommavano a 5.273, dei quali 2.688 maschi e 2.585 femmine. Infine, coloro che erano in grado di saper almeno leggere e scrivere erano 36.304, dei quali 19.880 maschi e 16.424 femmine.